# Pallacanestro Reggiana 2007-2008
Questa pagina raccoglie i dati riguardanti la Pallacanestro Reggiana della stagione 2007-2008 del campionato di Legadue di pallacanestro.

## Roster
|  | Naz.                   | Ruolo | Sportivo          | Anno | Alt. | Peso |  |
|  | ---------------------- | ----- | ----------------- | ---- | ---- | ---- |  |
|  | Italia (bandiera)      | P     | Fabio Avanzini    | 1986 | 189  | 75   |  |
|  | Italia (bandiera)      | P     | Leonardo Busca    | 1972 | 180  | 77   |  |
|  | Italia (bandiera)      | A     | Massimo Defant    | 1989 | 200  |      |  |
|  | Italia (bandiera)      | C     | Stefano Maioli    | 1982 | 206  | 100  |  |
|  | Italia (bandiera)      | GA    | Patrizio Verri    | 1988 | 195  | 82   |  |
|  | Italia (bandiera)      | A     | Nicolò Melli      | 1990 | 205  | 100  |  |
|  | Italia (bandiera)      | AC    | Luca Infante      | 1982 | 203  | 95   |  |
|  | Italia (bandiera)      | P     | Robert Fultz      | 1982 | 190  | 90   |  |
|  | Italia (bandiera)      | A     | Matteo Maestrello | 1981 | 198  | 89   |  |
|  | Stati Uniti (bandiera) | GA    | Paul Marigney     | 1983 | 190  | 84   |  |
|  | Stati Uniti (bandiera) | G     | Alvin Young       | 1975 | 188  | 85   |  |
|  | Austria (bandiera)     | C     | Benjamin Ortner   | 1983 | 206  | 85   |  |
|  | Italia (bandiera)      | C     | Andrea Ancelotti  | 1988 | 213  | 98   |  |
|  | Italia (bandiera)      | GA    | Federico Pugi     | 1985 | 206  | 98   |  |

### Staff tecnico
| Allenatore: | Franco Marcelletti |
| Assistente: | Massimo Olivieri   |

## Risultati
- Legadue:
  - stagione regolare: 4ª classificata su 16 squadre (19-11);
  - playoff: semifinalista, eliminata dall'Aurora Basket Jesi (1-3);
- Coppa Italia di Legadue: eliminata